# Municipio de Monroe (condado de Morgan)
El municipio de Monroe (en inglés: Monroe Township) es un municipio ubicado en el condado de Morgan en el estado estadounidense de Indiana. En el año 2010 tenía una población de 4904 habitantes y una densidad poblacional de 71,13 personas por km².

## Geografía
El municipio de Monroe se encuentra ubicado en las coordenadas 39°35′23″N 86°28′30″O / 39.58972, -86.47500. Según la Oficina del Censo de los Estados Unidos, el municipio tiene una superficie total de 68.95 km², de la cual 68,57 km² corresponden a tierra firme y (0,55 %) 0,38 km² es agua.

## Demografía
Según el censo de 2010, había 4904 personas residiendo en el municipio de Monroe. La densidad de población era de 71,13 hab./km². De los 4904 habitantes, el municipio de Monroe estaba compuesto por el 98,12 % blancos, el 0,43 % eran afroamericanos, el 0,41 % eran amerindios, el 0,18 % eran asiáticos, el 0,04 % eran de otras razas y el 0,82 % eran de una mezcla de razas. Del total de la población el 1,02 % eran hispanos o latinos de cualquier raza.